# 清水秀光
清水 秀光（しみず ひでみつ、10月13日 - ）は、日本の男性声優、ナレーター。群馬県出身。東京俳優生活協同組合所属。

## 来歴・人物
国際基督教大学語学科（日本語学科）を卒業後、2005年に俳協ボイスアクターズスタジオを卒業（第27期生）。2006年に東京俳優生活協同組合所属。
声種はバリトン。
趣味はスポーツ、ドライブ、ブラジリアン柔術（青帯）。特技は日常英会話。免許・資格はTOEIC（950点）、柔道（二段）。

## 出演

### テレビアニメ
2009年
- うちの3姉妹（外国人A）

2010年
- 刀語（浪人A）

2011年
- スイートプリキュア♪（外国人）
- Fate/Zero（職員）
- 銀魂'（審査員）
- THE IDOLM@STER（スタッフ）

2012年
- エリアの騎士（柔道部員）
- ハヤテのごとく! CAN'T TAKE MY EYES OFF YOU（金髪男）
- マギ（2012年 - 2013年、警吏A、スライム、村人、行商人、ソロモン王 他）
- もやしもん リターンズ（マリー〈兄〉）
- LUPIN the Third -峰不二子という女-（警官B、男）
- ルパン三世 東方見聞録 〜アナザーページ〜（記者1）

2013年
- 有頂天家族（親衛隊B）
- 琴浦さん（トオル、男性職員）
- PSYCHO-PASS サイコパス（強盗犯）
- 戦姫絶唱シンフォギア（レポーター）

2014年
- 名探偵コナン（2014年 - 2018年、警官、外国人）

2015年
- ルパン三世 PART IV（ジェームス皇太子）

2016年
- ジョーカー・ゲーム（特別部捜査官）
- ルパン三世 イタリアン・ゲーム（ジェームス皇太子）

### 劇場アニメ
- ストライクウィッチーズ 劇場版（2012年、天城中尉）
- ねらわれた学園（2012年、超能力者[4]）
- 名探偵コナン 紺青の拳（2019年、ボーイ）

### OVA
- FREEDOM（2007年、村人達）
- Baby Princess 3Dぱらだいす0（2011年、船員）
- 史上最強の弟子 ケンイチ（2012年、部下）※単行本49巻の特装版に付属のDVD

### ゲーム
- BALDR BULLET EQUILIBRIUM（2007年、セルゲイ・カークランド）
- ロード オブ アルカナ（2010年、バトルボイス）
- ファイアーエムブレムif（2015年、ユキムラ、コタロウ）
- ファイアーエムブレム ヒーローズ（2024年、ユキムラ[5]、ジェルド[6]）

### 音声ドラマ
- HXLアワー ニードルアイ（2010年、仲里哲也）

### 吹き替え

#### 映画
- アンストッパブル（2011年）
- ハンナ（2011年、セバスチャン）
- 4デイズ（2012年、D.J.ジャクソンFBI捜査官）
- ラッシュ/プライドと友情（2014年、ピーター）
- 300 〈スリーハンドレッド〉 〜帝国の進撃〜（2014年、テーベ指揮官）
- ジュラシック・ワールド（2015年、センターアナ男）

#### ドラマ
- アグリー・ベティ4（2010年、タイラー）
- コバート・アフェア シーズン2（2012年）
- フォーリング スカイズ（2012年）
- 恋するメゾン。〜Rainbow Rose〜（2012年）
- 新チャーリーズ・エンジェル（2012年）
- CSI:ニューヨーク8（2012年）

#### アニメ
- 劇場版ミッフィー どうぶつえんで宝さがし（2013年、おとうさん[7]）
- ターボ

### バラエティ
- 使えるニュースSHOW（2008年、テレビ朝日）ナレーション
- ザ・ベストハウス123（出演時期不明、フジテレビ）ナレーション
- さんま&くりぃむの芸能界(秘)個人情報グランプリ（出演時期不明、フジテレビ）ナレーション
- SMAP×SMAP（出演時期不明、フジテレビ）ナレーション
- 爆笑ピンクカーペット（出演時期不明、フジテレビ）ナレーション
- 芸人報道（2010年 - 、日本テレビ）ナレーション
- 長島三奈の甲子園　野球が僕にくれたもの（2015年、テレビ朝日）ナレーション
- 中居正広のプロ野球魂（2016年、テレビ朝日）ナレーション

### テレビ番組
- 感動!バッテリー物語（2008年、NHK） - ナレーション
- ETV特集「“斜陽”への旅〜太宰治と太田静子の真実〜」（2009年、NHK教育） - ナレーション
- カバchanのmake it!（出演時期不明、スカイパーフェクトTV） - ナレーション
- GI出走馬プロフィール（出演時期不明、グリーンチャンネルJRA） - ナレーション
- 創人の軌跡（出演時期不明、スピードチャンネル） - ナレーション
- ッチャうまいっ!!（出演時期不明、福井テレビ） - ナレーション
- 日曜フォーラム（出演時期不明、NHK） - ナレーション
- NEWS MARKET 11（出演時期不明、テレビ東京） - ナレーション
- BS世界のドキュメンタリー（出演時期不明、NHKBS） - ナレーション
- news every. （2011年 - 、日本テレビ）　- ナレーション
- レディス4（2011年、テレビ東京） - ナレーション
- 実在性ミリオンアーサー（2014年、tvk・京都放送他） - ナレーション
- TOKYO応援宣言（2015年 - 、テレビ朝日） - ナレーション

### ラジオ
※はインターネット配信。
- バルドバレット ラジオブリアム（2007年 - ？、音泉※）

### その他
- 京成電鉄 駅自動放送 日本語のみ
- 東急電鉄池上線　駅自動放送(一部駅のみ)